# PKS 2155-304

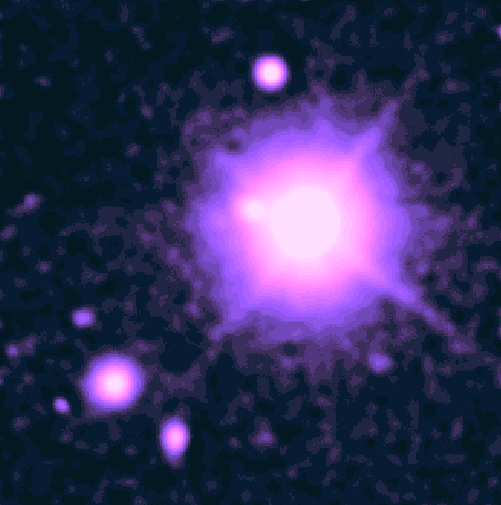
Imagem da PKS 2155-304 obtido em faixa em R no ESO-NTT

PKS 2155-304 é uma das mais brilhantes galáxias ativas no céu.Ele é um forte emissor de rádio para altas frequências de energia. PKS 2155-305 está em redshift z = 0,116 (Falomo, Pesce & Treves 1993) e é um dos mais brilhantes e mais estudado  objetos BL Lacertae e é muitas vezes considerado o protótipo de raios-X objetos BL Lacertae selecionados.